# Badakhshan
Il Badakhshan è una provincia dell'Afghanistan di 901 607 abitanti, che ha come capoluogo Feyzabad. Confina con il Tagikistan (provincia di Chatlon e Gorno-Badakhshan) a nord, con la Cina (regione autonoma dello Xinjiang) a est, con il Pakistan (Territori del Nord e Khyber Pakhtunkhwa) e con la provincia di Nurestan a sud e con le province di Panjshir e Takhar a ovest.
Questa provincia è nota fin dall'antichità per le sue ricche miniere di lapislazuli, sfruttate sin dal III millennio a.C.

## Amministrazioni
La provincia di Badakhshan è divisa in 28 distretti:
- Arghanj Khwa (formato con parte del distretto di Feyzabad)
- Argo (formato con parte del distretto di Feyzabad)
- Baharak
- Darayim (formato con parte del distretto di Feyzabad)
- Fayzabad
- Ishkashim
- Jurm
- Khash (formato con parte del distretto di Jurm)
- Khwahan
- Kishim
- Kohistan (formato con parte del distretto di Baharak)
- Kuf Ab (formato con parte del distretto di Khwahan)
- Kuran Wa Munjan
- Maimay (formato con parte del distretto di Darwaz)
- Nusay (formato con parte del distretto di Darwaz)
- Raghistan
- Shahri Buzurg
- Shighnan
- Shekay (formato con parte del distretto di Darwaz)
- Shuhada (formato con parte del distretto di Baharak)
- Tagab (formato con parte del distretto di Feyzabad)
- Tishkan (formato con parte del distretto di Kishim)
- Wakhan
- Wurduj (formato con parte del distretto di Baharak)
- Yaftali Sufla (formato con parte del distretto di Feyzabad)
- Yamgan (formato con parte del distretto di Baharak)
- Yawan (formato con parte del distretto di Ragh)
- Zebak